# Récif de Beveridge
Pour les articles homonymes, voir Beveridge.
Le Récif de Beveridge est un atoll semi émergé situé dans la zone économique exclusive  de Niue, à environ 209 kilomètres de Niue et à 966 kilomètres des Îles Cook. Le récif est la majorité du temps submergé, seule une partie apparaît à marée basse La couronne de corail est fermée à l'exception d'une ouverture de 100 mètres de large. Le lagon ovale mesure environ 7 kilomètresde long, il a jusqu'à 12 mètres de profondeur.
La première mention du récif est faite dans la revue Nautical magazine en août 1833.
De nombreux bateaux se sont échoués sur le récif, l'épave du Nicky Lou de Seattle, un bateau de pêche à coque en fibre de verre est ainsi visible. Elsdon Best (en) a rapporté que « selon la tradition indigène à Rarotonga, le récif de Beveridge était autrefois une île fine, avec beaucoup de cocotiers qui poussent dessus, mais qu'il a été balayé par un ouragan féroce, qui a emporté les arbres et le sol, ne laissant rien mais le rocher nu ».
En octobre 2017, les autorités de Niue décident de faire de la zone autour du récif, soit 127 000 km2, une aire marine protégée appelée Moana Mahu. Le récif comprend la plus forte densité au monde de requins gris de récif.